# Virginie Efira
Virginie Efira (Schaerbeek, Bélgica, 5 de mayo de 1977) es una actriz y presentadora franco-belga, conocida por sus roles en Victoria, Adiós, Idiotas, y Benedetta. También ha trabajado en la televisión francesa.

## Biografía
Hija de André Efira, oncólogo, y de Carine Verelst, Virginie Efira es de ascendencia greco-judía.

### Carrera
Fue contratada por primera vez por el Club RTL (canal de televisión belga en el Grupo RTL) para presentar un espectáculo infantil llamado Mégamix. Después, presentó otros programas en Bélgica, entre ellos A la recherche de la nouvelle Star. En septiembre de 2002, se le ofreció el puesto de presentadora de la versión belga de Star Academy. Después de convertirse en chica del tiempo en el canal M6 de Francia, fue elegida como una de las principales actrices de la cadena M6. Ha presentado espectáculos como Le Grand Zap, La saga des ..., Follement Gay, Absolument 80/90, Le Grand Piège y Drôles d'équipes. Fue anfitriona de Classé Confidentiel durante un año, antes de reemplazar a Benjamin Castaldi como anfitriona del popular reality musical Nouvelle Star, cuarta serie. También ha presentado varios programas en RTL-TVi (un nuevo canal nacido del Grupo RTL). Efira fue la estrella invitada en el programa francés Kaamelott.
La carrera cinematográfica de Efira inició en 2004, apareciendo como Dr. Liz Wilson en la versión en francés de Garfield: The Movie, además de interpretar a Piper en la versión francesa de la película de 2005 Robots. En 2012, ganó el premio del Público en los 2º premios Magritte. En 2010, participó en Rendez-vous en terre inconnue.

## Vida personal
Estuvo casada con Patrick Ridremont entre 2002 y 2005, año en el que se separaron. Solicitaron el divorcio en febrero de 2009. Posteriormente entabló una relación con Mabrouk El Mechri, con quien tiene una hija, Ali, nacida el 24 de mayo de 2013. Se le concedió la ciudadanía francesa en 2016.

## Filmografía
| Año       | Título original                     | Título del doblaje           | Papel                         | Notas                     |
| --------- | ----------------------------------- | ---------------------------- | ----------------------------- | ------------------------- |
| 1998-2000 | Night Shop                          |                              | Virginie                      | Serie de televisión.      |
| 2001-2003 | Night Shop A4                       |                              | Virginie                      | Serie de televisión.      |
| 2005      | Africains poids-moyens              |                              |                               | Cortometraje.             |
| 2006-2008 | Kaamelott                           |                              | Berlewen                      | Serie de televisión.      |
| 2007      | Un amour de fantôme                 |                              | Anna                          | Telefilme.                |
| 2007      | Max & Co.                           |                              | Cathy                         | Voz.                      |
| 2007-2008 | Off Prime                           |                              | Virginie                      | Serie de televisión.      |
| 2009      | Canal Presque                       |                              | Presentadora                  | Serie de televisión.      |
| 2009      | Les barons                          |                              | La artista incomprendida      |                           |
| 2009      | Le siffleur                         |                              | Candice                       |                           |
| 2010      | L'amour, c'est mieux à deux         | El amor es cosa de dos       | Angèle                        |                           |
| 2010      | En chantier, monsieur Tanner!       |                              | La banquera                   | Telefilme.                |
| 2010      | La Folle Histoire du Palmashow      |                              | Varios personajes             | Serie de televisión.      |
| 2010      | Kill Me Please                      |                              | Inspectora Evrard             |                           |
| 2010      | La chance de ma vie                 | La oportunidad de mi vida    | Johanna Sorini                |                           |
| 2011      | Mon pire cauchemar                  |                              | Julie                         |                           |
| 2011      | À la maison pour Noël               |                              | Sarah                         | Telefilme.                |
| 2012      | Hénaut président                    |                              | Una vedette que votó a Hénaut |                           |
| 2012      | Dead Man Talking                    |                              | Elisabeth Lacroix             |                           |
| 2013      | 20 ans d'écart                      | 20 años no importan          | Alice Lantins                 |                           |
| 2013      | Cookie                              |                              | Delphine                      |                           |
| 2013      | En solitaire                        | En solitario                 | Marie Drevil                  |                           |
| 2013      | Les invincibles                     |                              | Caroline Fernet               |                           |
| 2013      | Le débarquement                     |                              |                               | Serie de televisión.      |
| 2015      | Caprice                             |                              | Alicia Bardery                |                           |
| 2015      | Une famille à louer                 | Una familia de alquiler      | Violette Mandini              |                           |
| 2015      | Et ta soeur                         |                              | Marie Guibal                  |                           |
| 2015      | Le goût des merveilles              | Pastel de pera con lavanda   | Louise Legrand                |                           |
| 2016      | Un homme à la hauteur               | Un hombre de altura          | Diane Duchêne                 |                           |
| 2016      | Victoria                            | Los casos de Victoria        | Victoria Spick                |                           |
| 2016      | Elle                                |                              | Rebecca                       |                           |
| 2017      | Pris de court                       |                              | Nathalie Nevers               |                           |
| 2017      | Dix pour cent                       |                              |                               | Serie de televisión.      |
| 2017      | Drôles de petites bêtes             | ¡Vaya bichos!                | Huguette                      | Voz.                      |
| 2018      | Croc-Blanc                          | Colmillo blanco              | Maggie Scott                  | Voz.                      |
| 2018      | Le Grand Bain                       | El gran baño                 | Delphine                      |                           |
| 2018      | Un amour impossible                 | Un amor imposible            | Rachel Schwartz               |                           |
| 2018      | Continuer                           | Continuar                    | Sybille                       |                           |
| 2019      | Sibyl                               | El reflejo de Sibyl          | Sibyl                         |                           |
| 2020      | Police                              |                              | Virginie                      |                           |
| 2020      | Adieu les cons                      | Adiós, idiotas               | Suze Trappet                  |                           |
| 2021      | Kiki                                |                              |                               | Videoclip de Julien Doré. |
| 2021      | Benedetta                           |                              | Benedetta                     |                           |
| 2021      | Madeleine Collins                   |                              | Judith Fauvet                 |                           |
| 2021      | Lui                                 |                              | La esposa                     |                           |
| 2021      | En attendant Bojangles              | Esperando a Míster Bojangles | Camille Fouquet               |                           |
| 2022      | Le rite                             |                              | Anne                          | Cortometraje.             |
| 2022      | Revoir Paris                        | Memorias de París            | Mia                           |                           |
| 2022      | Don Juan                            |                              | Julie                         |                           |
| 2022      | Les enfants des autres              | Los hijos de otros           | Rachel Friedmann              |                           |
| 2023      | L'amour et les forêts               | Solo para mí                 | Blanche Renard                |                           |
| 2023      | Rien à perdre                       | Nada que perder              | Sylvie Paugam                 |                           |
| 2023      | Tout va bien                        | Todo va bien                 | Claire Vasseur                | Serie de televisión.      |
| 2023      | Kina et Yuk, renards de la banquise | Kina & Yuk                   | Narradora                     | Voz.                      |
| 2025      | Vie privée                          | Vida privada                 | Paula Cohen-Solal             |                           |

## Premios y reconocimientos
| Año  | Categoría               | Película              | Resultado |
| ---- | ----------------------- | --------------------- | --------- |
| 2017 | Mejor actriz            | Victoria              | Nominada  |
| 2019 | Mejor actriz            | Un amour impossible   | Nominada  |
| 2019 | Mejor actriz secundaria | Le Grand Bain         | Nominada  |
| 2021 | Mejor actriz            | Adieu les cons        | Nominada  |
| 2022 | Mejor actriz            | Benedetta             | Nominada  |
| 2023 | Mejor actriz            | Revoir Paris          | Ganadora  |
| 2024 | Mejor actriz            | L'Amour et les forêts | Nominada  |

| Año  | Categoría    | Película               | Resultado |
| ---- | ------------ | ---------------------- | --------- |
| 2017 | Mejor actriz | Victoria               | Nominada  |
| 2019 | Mejor actriz | Un amour impossible    | Nominada  |
| 2021 | Mejor actriz | Adieu les cons         | Nominada  |
| 2022 | Mejor actriz | Benedetta              | Nominada  |
| 2023 | Mejor actriz | Les Enfants des autres | Ganadora  |
| 2024 | Mejor actriz | Rien à perdre          | Nominada  |

| Año  | Categoría    | Película            | Resultado |
| ---- | ------------ | ------------------- | --------- |
| 2010 | Mejor actriz | La chance de ma vie | Nominada  |

| Año  | Categoría               | Película       | Resultado |
| ---- | ----------------------- | -------------- | --------- |
| 2012 | Mejor actriz secundaria | Kill Me Please | Nominada  |
| 2012 | Premio del Público      | Kill Me Please | Ganadora  |
| 2017 | Mejor actriz secundaria | Elle           | Nominada  |
| 2017 | Mejor actriz            | Victoria       | Ganadora  |
| 2022 | Mejor actriz            | Adieu les cons | Nominada  |
| 2023 | Mejor actriz            | Revoir Paris   | Ganadora  |

| Año  | Categoría    | Película | Resultado |
| ---- | ------------ | -------- | --------- |
| 2020 | Mejor actriz | Sibyl    | Nominada  |

| Año  | Categoría    | Película              | Resultado |
| ---- | ------------ | --------------------- | --------- |
| 2017 | Mejor actriz | Un homme à la hauteur | Nominada  |
| 2019 | Mejor actriz | Un amour impossible   | Nominada  |

| Año  | Categoría    | Película  | Resultado |
| ---- | ------------ | --------- | --------- |
| 2021 | Mejor actriz | Benedetta | Nominada  |

| Año  | Categoría    | Película | Resultado |
| ---- | ------------ | -------- | --------- |
| 2017 | Mejor actriz | Victoria | Nominada  |

| Año  | Categoría                                  | Película     | Resultado |
| ---- | ------------------------------------------ | ------------ | --------- |
| 2024 | Mejor actuación en una serie de televisión | Tout va bien | Nominada  |

| Año  | Categoría    | Película | Resultado |
| ---- | ------------ | -------- | --------- |
| 2019 | Mejor actriz | Sibyl    | Ganadora  |

| Año | Categoría    | Película | Resultado |
| --- | ------------ | -------- | --------- |
| 209 | Mejor actriz | Sibyl    | Nominada  |